# Autoportrait au vase de fleurs
Autoportrait au vase de fleurs – ou simplement Autoportrait – est un tableau réalisé par le peintre français Émile Bernard en 1897. De format vertical, cette huile sur toile est un autoportrait dans lequel l'artiste se figure en buste près d'un soliflore, devant un mur bleu. L'angle supérieur gauche de la composition comprend en outre une inscription par laquelle il dédie le portrait à la famille du collectionneur néerlandais Andries Bonger, suivie de sa signature et de l'année d'exécution : « à nos amis de Hollande ». L'œuvre est conservée au Rijksmuseum, à Amsterdam.

D'autres autoportraits d'Émile Bernard
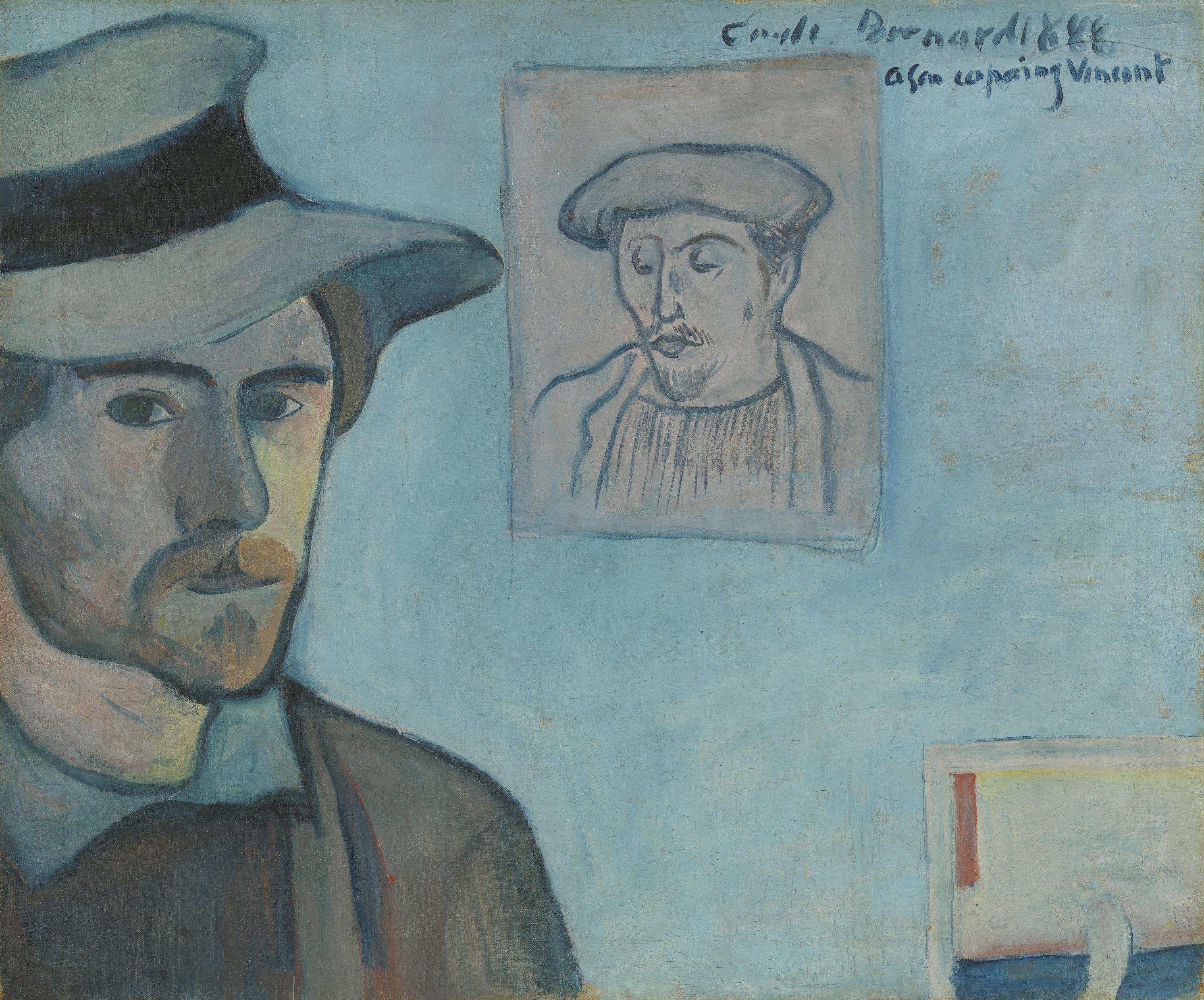
Émile Bernard, Autoportrait avec le portrait de Gauguin, 1888 – Musée Van-Gogh, Amsterdam.
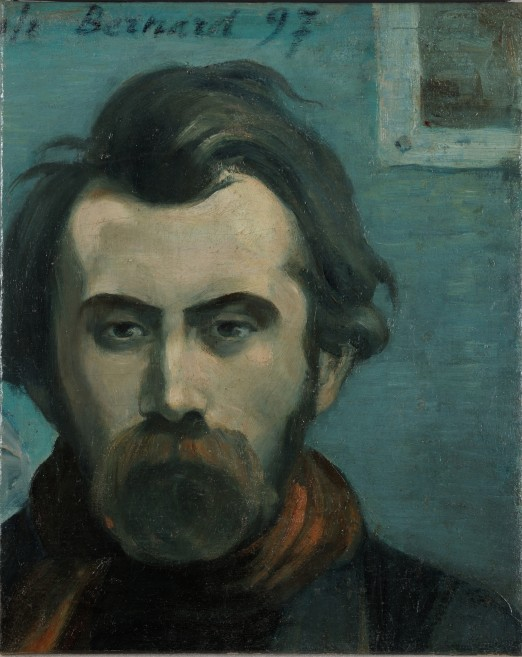
Émile Bernard, Autoportrait, 1897 – La Piscine, Roubaix.